# Орлова, Софья Викторовна
Софья Викторовна Орлова (ур. Моро́зова, 29 июля 1990, Калуга) — российская шашистка, специализирующаяся в дисциплине «русские шашки»; гроссмейстер России, мастер ФМЖД. Участница чемпионатов мира (2011, 2013), 2015 и 2017 годов, лучший результат — 5 место (2017), чемпионка мира 2015 года в программе быстрые шашки. Чемпионка Европы по русским шашкам 2014 года в программе блиц. Многократный призёр чемпионатов России по русским шашкам, чемпионка страны 2010 и 2020 годов, 2005 и 2010 годов (быстрые шашки), 2008, 2014 и 2019 годов (рапид), 2012 года (в команде).
Спортсмен-инструктор МОУ ДОД СДЮШОР «Шашки русские» города Калуги. Тренер — Геннадий Имас.